# Incidents Around the House
Incidents Around the House es una próxima película de terror sobrenatural estadounidense dirigida por Rob Savage y escrita por Nathan Elston. Está basada en la novela de 2024 de Josh Malerman. Está protagonizada por Jessica Chastain y Jay Duplass. James Wan se desempeña como productor a través de su sello Atomic Monster.
La película está programada para ser estrenada en Estados Unidos el 8 de mayo de 2026 por Universal Pictures.

## Reparto
- Jessica Chastain
- Jay Duplass

## Producción
En abril de 2025, se anunció que se estaba desarrollando una adaptación de la novela Incidentes alrededor de la casa, con Rob Savage como director, Nathan Elston escribiendo el guion y Jessica Chastain protagonizando el papel principal.  En mayo, Jay Duplass se unió al elenco.  La fotografía principal había comenzado el 12 de mayo de 2025 en Dublín, Irlanda.

## Estreno
Incidents Around the House está previsto que se estrene en Estados Unidos por Universal Pictures el 8 de mayo de 2026. 